# الجدوعة (احلاف الفيص)
الجدوعة هو دُوَّار يقع بجماعة متوح، إقليم الجديدة، جهة الدار البيضاء سطات في المملكة المغربية. ينتمي الدوّار لمشيخة احلاف الفيص التي تضم 38 دوار. يقدر عدد سكانه بـ 267 نسمة حسب الإحصاء الرسمي للسكان والسكنى لسنة 2004.

## روابط خارجية
- البوابة الوطنية للجماعات الترابية
- المندوبية السامية للتخطيط